# كتلة بارانابانيما
كتلة بارانابانيما هي كتلة متماسكة من الغلاف الصخري تقع في جنوب شرق أمريكا الجنوبية وتمتد تقريبًا في نفس منطقة حوض بارانا. اقترح وجود منطقة مستقرة تكتونيًا أسفل حوض بارانا لأول مرة في عام 1975. على الرغم من الصعوبات في الوصول إلى كتلة بارانابانيما المدفونة، فإنه يستنتج أنه يجب أن يتألف في معظمه من الصخر المتعامد، وكان موجودًا قبل صخر البرازيليانو الأوروجينية.

## وصف
بارانابانيما عبارة عن كتلة مثلثية تحيط بها هياكل نيوبروتيريزويك البرازيليانو الأوروجينية. تواجه الحافة الشمالية الغربية حزام باراغواي، وربما بقايا قوس جزيرة من المحيط البرازيلي. على الطرف الشمالي الشرقي يوجد الطرف الجنوبي من حزام برازيليا وقوس أرينوبوليس الصخري. إلى الجنوب والجنوب الشرقي توجد أحزمة آبياي وسانت روكي.
خلال العصر الجليدي، كانت بارانابانيما مغطاة بالرواسب، وأثناء العصر الطباشيري المبكر، أضافت مقاطعة بارانا-إيتينديكا الكبيرة البركانية طبقة من بازلت الفيضانات قبل تفكك أمريكا الجنوبية وإفريقيا.